# Számlázóprogram
A számlázóprogram a számla kibocsátására alkalmas számítástechnikai program, programfunkció, programmodul, ideértve az online számlázó rendszereket is. Online számlázó rendszer alatt – az általános fogalomhasználat szerint – a hálózaton keresztül elérhető, számlázó szolgáltatást nyújtó rendszer értendő. A számlának az adóigazgatási azonosíthatóság követelményeinek meg kell felelnie. A számlázóprogramokat gyakran olyan csomagban lehet megvásárolni, amely több könyvelési feladatra (pl. készlet kezelésére) is alkalmas.
Egyes számlázóprogramok képesek a magyar nyelv mellett idegen nyelveken is kiállítani a számlát. Egyre inkább követelmény több pénznem kezelése is.

## Bejelentési kötelezettség Magyarországon
- Az eredeti követelményeket a 24/1995 (XI.22) PM rendelet szabályozta, amelyet a 35/1996. (XII.27.), 12/1997. (IV.18.), 8/1999. (III.5.), a 34/1999. (XII.26.), 8/2000. (II.16.), a 33/2000. (IX.21.), 47/2007. (XII. 29.) és a 41/2009. (XII. 22.) PM rendeletek és a 4/2010. (VIII.13.) NGM rendelet módosított. A hatályos 23/2014. (VI. 30.) NGM rendelet  alapján[2]  az adóalany köteles az általa használt, illetve használatból kivont számlázóprogramot és/vagy online számlázó rendszert az adóhatósághoz[3]  bejelenteni.

A  bejelentési kötelezettség kiterjed azokra a többfunkciós informatikai megoldásokra is – pl. komplex ügyviteli rendszerek – amelyek más funkciók mellett számla kibocsátására is alkalmasak.

## A  számlázóprogramokkal szemben támasztott követelmények
A gépi számlázóprogramoknak Magyarországon meg kell felelniük a  23/2014. (VI. 30.) NGM rendelet előírásainak.
Emellett, a gépi számlának tartalmaznia kell minden olyan elemet, amelyet a 2004. május 1-től hatályos általános forgalmi adóról szóló 1992. évi LXXIV. áfatörvény 13. §. (1) bekezdés 16-17. pontja, a számla és az egyszerűsített számla adattartalmára vonatkozóan kötelezően előír, és meg kell felelni az 1992. évi LXXIV. áfatörvény 43. §. (4) bekezdés előírásainak megfelelően a számvitelről szóló 2000. évi. C. törvény 166-169. §-aiban előírtaknak is.
Szigorú szabályok vonatkoznak a számla adattartalmára, beleértve a sorszámozást is. A kézi számlázástól eltérő szabályok vonatkoznak a számla módosítására, illetve érvénytelenítésére. A gépi számlába kézzel belejavítani nem lehet.
- A programnak akkor is biztosítania kell a folyamatos, kihagyás és ismétlés nélküli sorszámozást, ha egy vagy több számla hibás, rontott, vagy elveszett.
- A számla kibocsátójának rendelkeznie kell a program leírását, működését tartalmazó dokumentációval. de ezen túl a "funkciómódosítást leíró kiegészítéssel" is. Ezt elévülésig meg kell őrizni, de a megőrzés történhet elektronikusan is.
- A számla kibocsátójának 2014 július 1-óta (23/2014. (VI. 30.) NGM rendelet megjelenése óta) már nem kell rendelkeznie a szoftverfejlesztőtől kapott Jogszabály megfelelőségi nyilatkozattal, amely igazolta, hogy a program megfelel a törvényi előírásoknak.
- 2014. július 1-után vásárolt számlázóprogramokat a fejlesztőnek (rendelkezésre bocsátónak) nyilvántartásba kell venni,  valamint tájékoztatnia kell a vevőt, felhasználót a számlázóprogram nevéről és azonosítójáról. A vevő köteles az értékesítést megelőzően az adóalanyiságát igazolni. A számlázóprogramról kapott számlán szerepelnie kell a vevő adószámának.
- Az adóalany köteles az általa használt számlázóprogram

a) nevét, azonosítóját;
b) fejlesztőjének nevét, és - ha van - adószámát;
c) értékesítőjének, rendelkezésre bocsátójának nevét, adószámát;
d) beszerzésének, használata megkezdésének vagy - saját fejlesztésű program használata esetén - a rendeltetésszerű használatbavételének időpontját
a d) pont szerinti időpontot követő 30 napon belül az adóhatósághoz, az erre a célra rendszeresített nyomtatványon bejelenteni.
2014 március közepén semmiféle, a számlázóprogrammal kinyomtatott példányok sorszámozása már nem kötelező, de meg kell felelni a mindenkori kötelező adattartalomra vonatkozó törvényes előírásoknak.
A számlázóprogramokat nem kell az adóhivatalnál bevizsgáltatni, de be kell jelenteni. A fentebb említett dokumentációval és a módosítások leírásával kell rendelkezni. A használatból kivonást is jelenteni kell.
2016. január 1-től a számlázóprogramokat ki kell egészíteni egy „adóhatósági ellenőrzési adatszolgáltatás” funkcióval. A számlázóprogramnak olyan önálló, de a programba beépített, „adóhatósági ellenőrzési adatszolgáltatás” elnevezésű funkcióval kell rendelkeznie, amelynek elindításával adatexport végezhető
a) a kezdő és záró dátum (év, hónap, nap) megadásával meghatározható időszakban kibocsátott, illetve
b) a kezdő és a záró számlasorszám megadásával meghatározható sorszámtartományba tartozó számlákra.

## 2015. július 1-jén és 2016. január 1-jén hatályba lépő rendelkezések
A 23/2014. (VI. 30.) NGM rendelet 2015 július 1-től hatályba lépő 19. §-a szerint: „Adóhatósági ellenőrzés céljából az adóalany az xml formátumban megőrzött számla adatait a 2. melléklet szerint és a 3. mellékletben meghatározott adatszerkezetben, az egyéb elektronikus formában megőrzött számla esetében a 2. melléklet szerint és a 3. mellékletben meghatározott adatszerkezetben, vagy pdf formátumban köteles rendelkezésre bocsátani.” Ezen funkciónak 2016 január 1-től kell léteznie a programban, mivel az említett rendelet számlázó programokkal szembeni követelmények részében a 8. § (1) c) csak ekkortól hatályos. E funkció abban az esetben is alkalmazandó, ha az adóalany a számlázó programmal előállított és papírra nyomtatott számlái tekintetében nem él – a rendelet 17. § (1) bekezdése szerint teljesíthető – elektronikus adatállományként való megőrzés lehetőségével. Hangsúlyozandó, hogy a rendelet előbbi szabálya és a 19. §-a nem ugyanarra a bizonylati körre vonatkozik. Utóbbi rendelkezés valamennyi elektronikus formában megőrzött számlára alkalmazandó, így a számlázó programmal előállított számlák mellett az adóalany nyomtatvány felhasználásával kibocsátott és elektronikusan megőrzött számláira és az adóalany által befogadott elektronikus számlákra, valamint az adóalany olyan papír alapú, befogadott számláira is, amelyeket elektronikusan őriz. A számlázó programmal kiállított számlákról történő pdf formátumú adatszolgáltatás nem fogadható el az „adóhatósági ellenőrzési adatszolgáltatás” funkció kiváltására, ugyanis a pdf formátum nem felel meg a Rendelet 2. és 3. mellékletében meghatározott követelményeknek.